# Flesevatten
Flesevatten är en sjö i Stenungsunds kommun i Bohuslän och ingår i Göta älv-Bäveåns kustområde. Sjön är 9,5 meter djup, har en yta på 0,03 kvadratkilometer och är belägen 120 meter över havet.

## Bilder

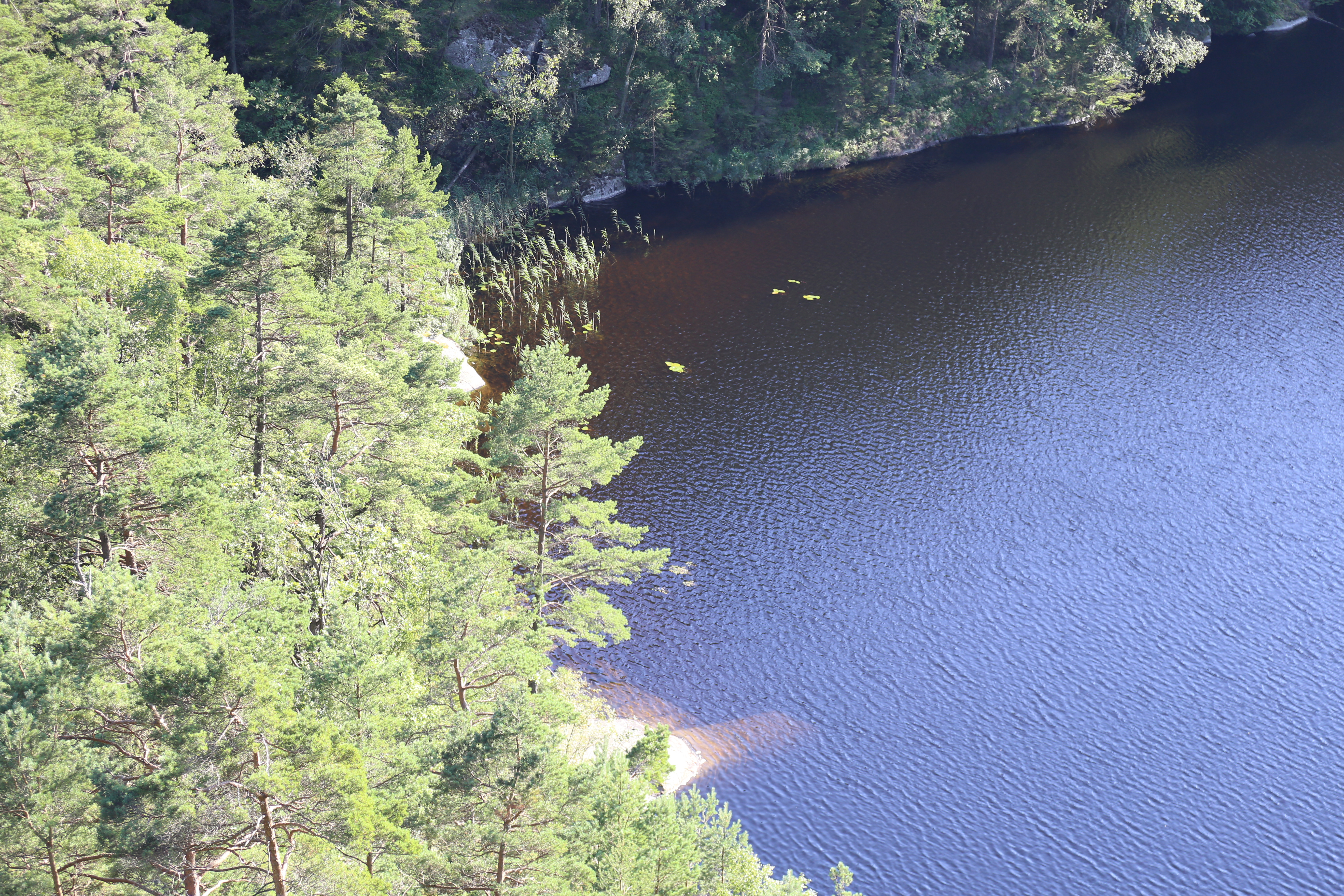
Sjöns östra sida.
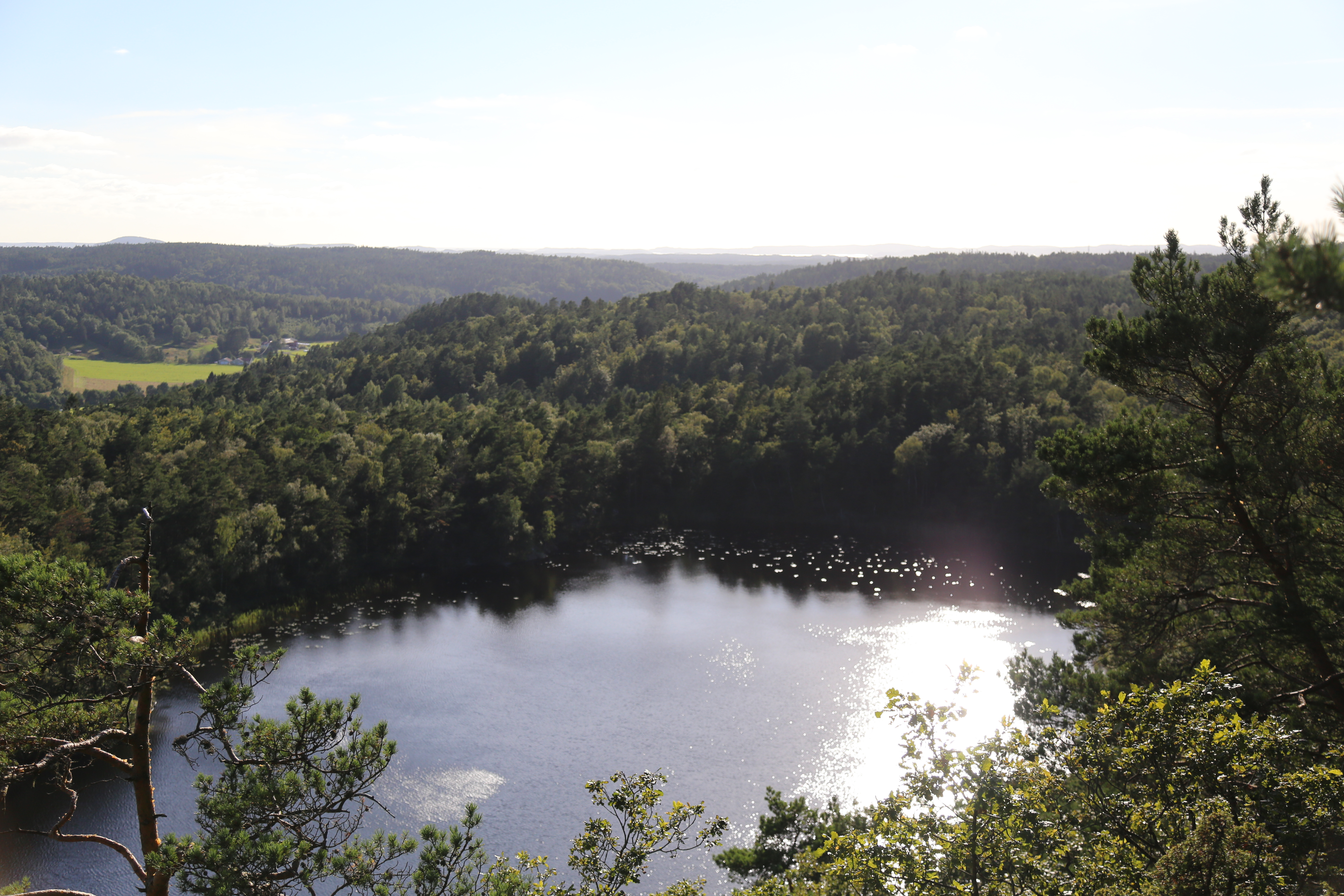
Sjöns västra sida.